# Giuseppe Asioli
Giuseppe Asioli (Correggio, 24 agosto 1783 – Correggio, 10 gennaio 1845) è stato un incisore italiano.

## Biografia
Giuseppe Asioli nacque a Correggio da Quirino, orologiaio, e Benedetta Giovannelli in una nota famiglia di artisti: il fratello Bonifazio (1769-1832) era valente compositore musicista; un secondo fratello, Luigi (1778-1815) era un notissimo pianista e maestro di musica a Londra, dove si spense ancor giovane nel 1816. Un altro fratello, Giovanni, era un rinomatissimo suonatore d'organo e anche le quattro sorelle Asioli coltivavano in vari modi il canto. Il figlio di Giuseppe, Luigi (1817-1877) che ricevette il nome dello scomparso zio Luigi, si affermerà poi come valente pittore.

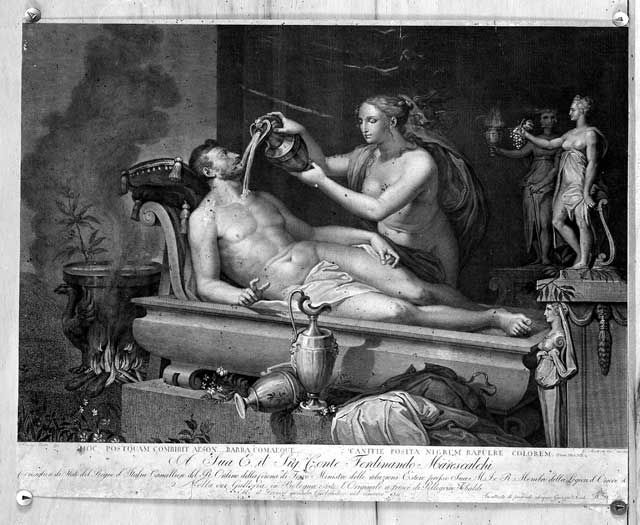
Medea ringiovanisce Giasone (1811)

Ottimo suonatore di clavicembalo fin dalla giovane età, l'Asioli subì tuttavia una grande passione per l'arte dell'incisione su rame della quale gli mancavano però le basi teoriche e tecniche e gli strumenti necessari. Abilissimo nel ricopiare a penna alcune fra le stampe più in voga all'epoca, si decise ad avviarsi all'arte dell'incisione e si trasferì dopo la morte del padre a Bologna verso il 1801 per frequentare la scuola di Francesco Rosaspina, bolognese, celebre incisore e disegnatore che diverrà in futuro suo suocero. Qui ebbe possibilità di conoscere gli altri studenti Giulio Tomba, Antonio Marchi e Samuele Jesi coi quali accese rapporti di profonda amicizia.
I suoi primi lavori realizzati alla scuola del Rosaspina furono quattro disegni a penna con soggetti pastorali, nei quali l'Asioli si rifaceva ai modelli del suo maestro, del campano Morghen (1758-1833), del fiammingo Edelinck (1640-1707) e del britannico Strange (1721-1792). I primi lavori a essere pubblicati a stampa nel 1802 e 1803 furono una mezza figura d'angelo e due figure di angeli ritagliati dal Pianto degli Angeli dell'Edelinck.
Nel 1811 appare ritratto nello studio del Rosaspina insieme ad altri condiscepoli in una stampa disegnata dal pittore Felice Giani (1758-1823) e incisa in rame dal Tomba. In quello stesso anno l'Asioli arriva al successo vincendo il Gran Premio per le Arti Belle, istituito nel 1785 dall'ultimo Duca di Curlandia Pietro Biron (1724-1800), con la riproduzione su rame di un quadro di Pellegrino Tibaldi (1527-1596), con il tema di Medea che ringiovanisce Giasone. Seguì l'opera con la quale l'Asioli ricavò fama e notorietà, Le Grazie tratta ancora dal Tibaldi, oggi rarissima essendo stata la lastra trafugata in Inghilterra.

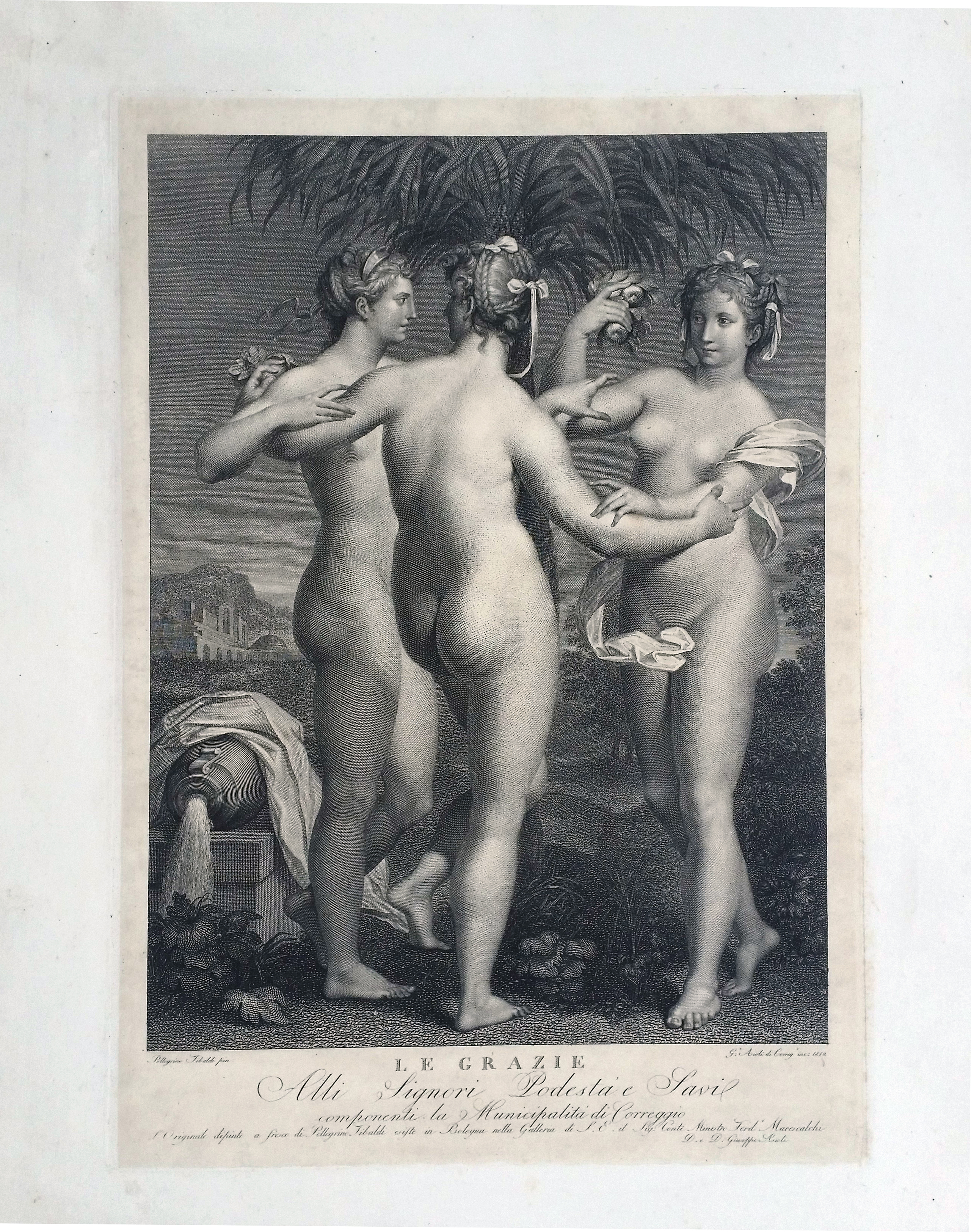
Le Grazie (1812)

Nel 1814 il fratello Luigi, già ricco e acclamato cantante a Londra, tornato a Correggio per un breve periodo suggerì all'Asioli di seguirlo in Inghilterra: si trasferì quindi a Londra, dove incise un ritratto del Il Correggio  e una Sacra Famiglia tratta da Raffaello, opere che gli diedero popolarità e fama. Tuttavia il clima londinese non si confaceva alla salute dell'Asioli che si vide quindi costretto a tornare in patria nel 1816 dove, insieme al Tomba e al Guadagnini, aiutò il Rosaspina nella sua opera sulla Pinacoteca Bolognese consistente nel riprodurre in 72 stampe i dipinti là presenti: di sua mano sono la Maria vergine assunta in cielo e la Madonna in gloria con San Girolamo e San Francesco, di Ludovico Carracci. Intagliò una Madonna con bambino, Santa Lucia e Santa Maria Maddalena su disegno del correggese Giovanni Giaroli e il  Cristo a sedere in gloria (Homo factus est) del Correggio.

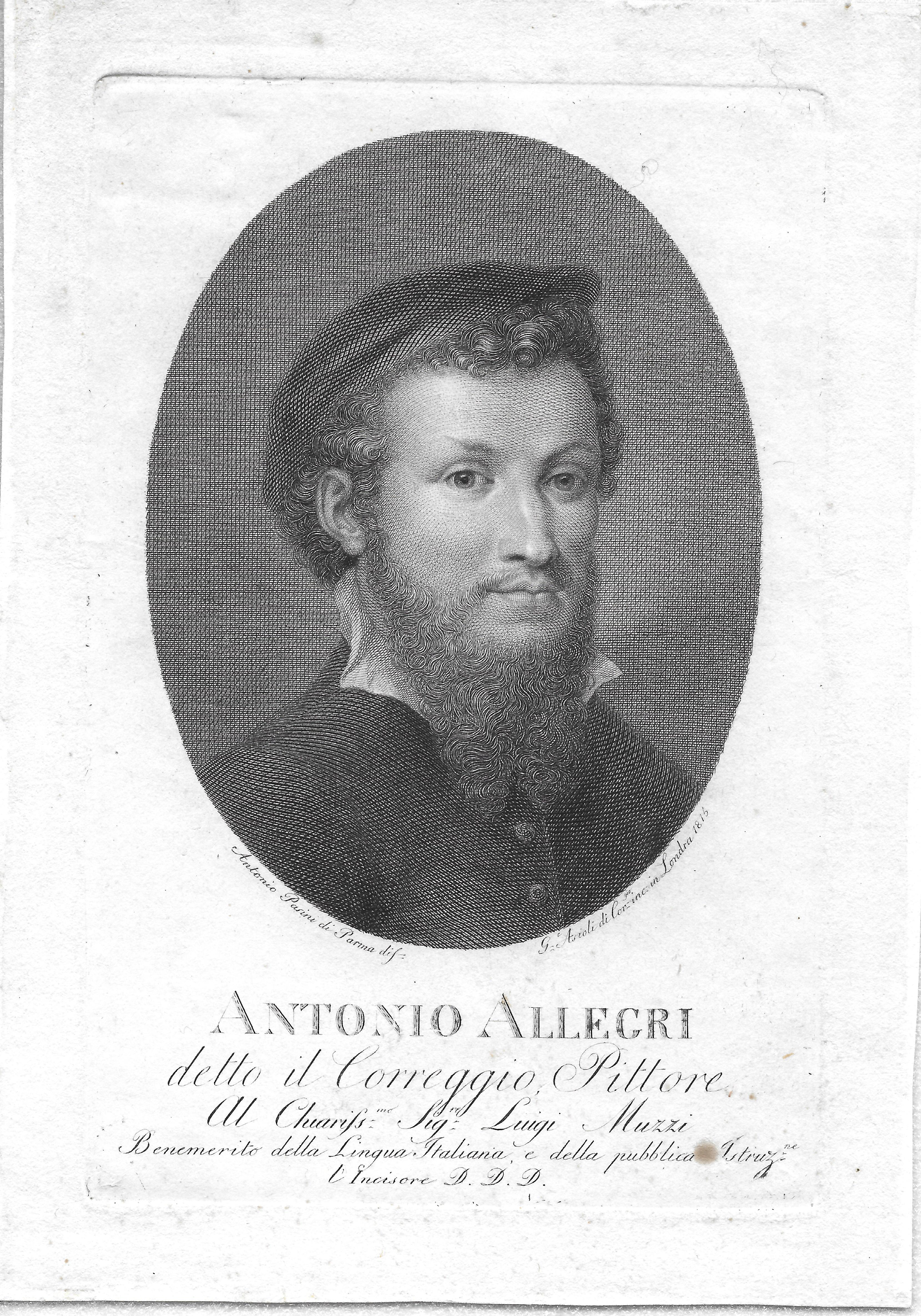
Antonio Allegri detto il Correggio Pittore (1814)

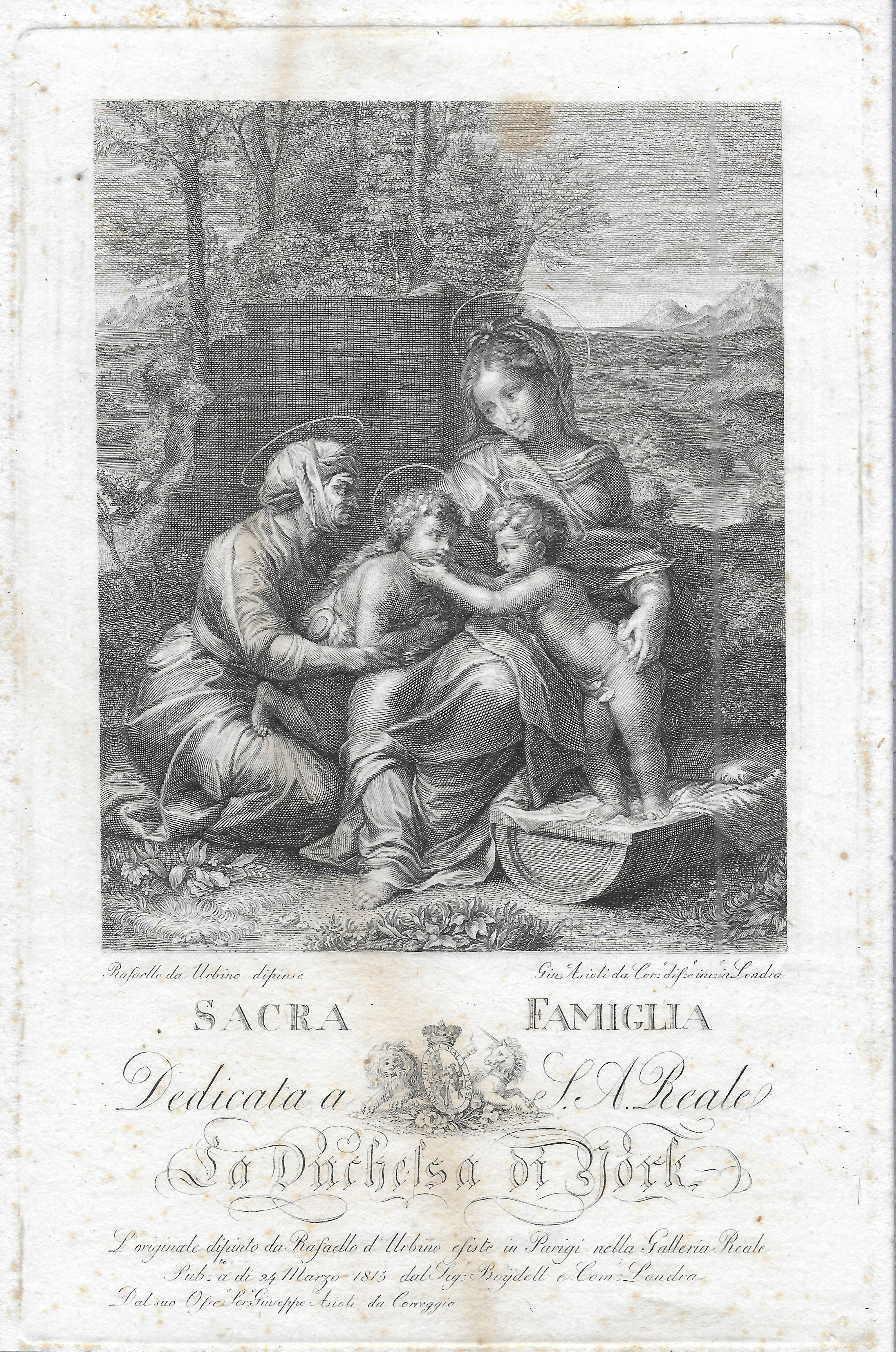
La Sacra Famiglia - da un dipinto di Raffaello Sanzio (1815)

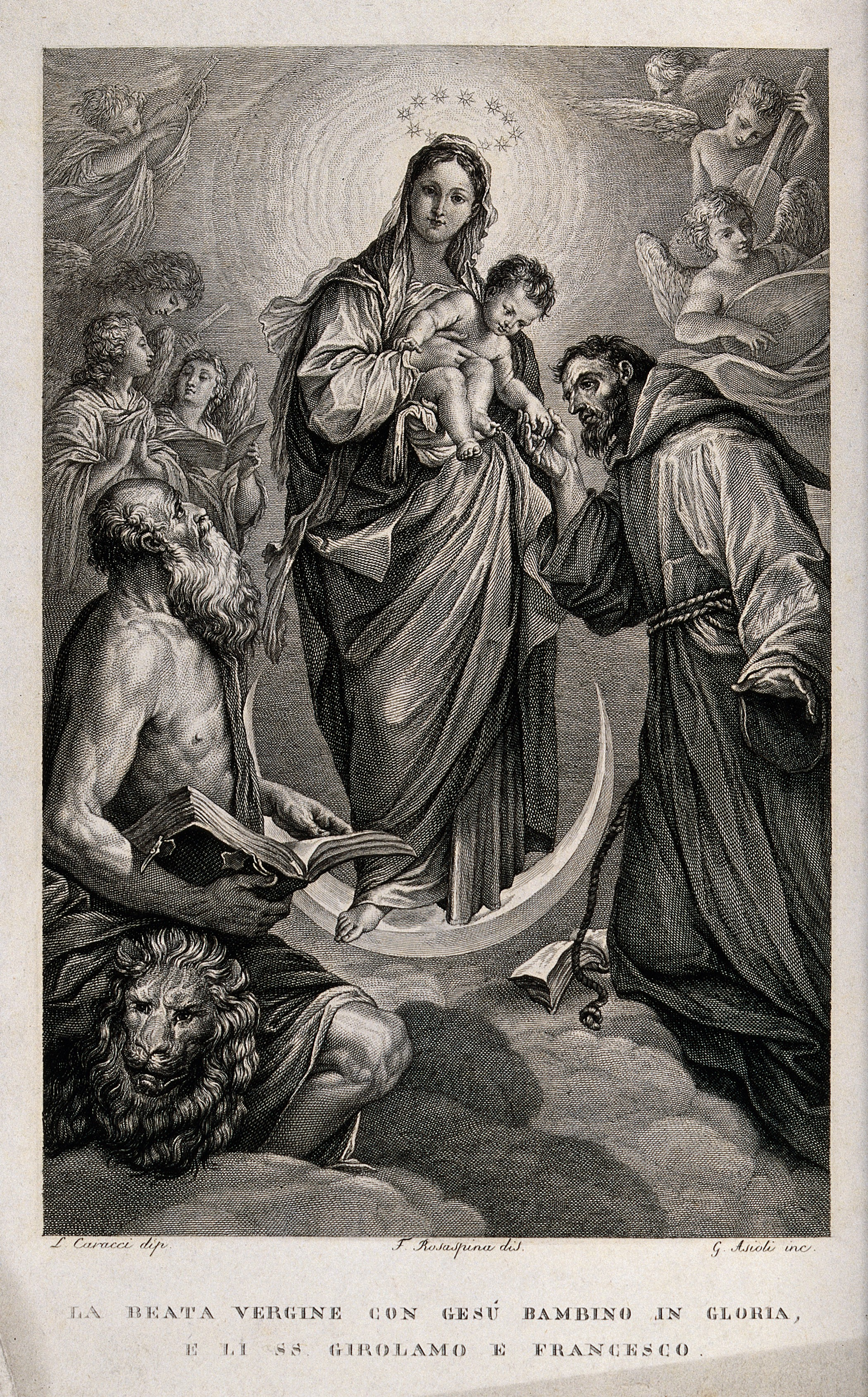
Madonna in gloria con San Girolamo e San Francesco (1816-1818)

Nel 1818 l'Asioli sposò Enrichetta Rosaspina, figlia di Francesco e, ormai celebre, subentrò il 12 ottobre 1820 come professore d'incisione nell'Accademia di Belle Arti di Modena, posto resosi vacante per la morte di Antonio Gaioli. Tenne la cattedra per ventidue anni consecutivi continuando nella sua attività di artista incidendo alcuni ritratti di Francesco IV Duca di Modena, una Sacra famiglia tratta dal Benvenuti, una Madre amabile, una Strage degli innocenti tradotta dal dipinto di Guido Reni e un ritratto di Ferdinando d'Este su disegno di Adeodato Malatesta. Ebbe fra i suoi discepoli Agostino Boccabadati, Geminiano Bruni, Agostino Cappelli, Giovanni Berselli, Abramo Rimini e Angelo Rovighi.
L'Asioli fu colpito da paralisi e, ottenuta la pensione governativa, si ritirò nel 1842 a vita privata presso la casa avita di Correggio, dove morì il 10 gennaio 1845 all'età di 65 anni. Dopo solenni funerali il corpo fu sepolto nel cimitero di Correggio posto fuori porta Reggio, a fianco della chiesa della Madonna della rosa. Dopo la soppressione del vecchio cimitero urbano le spoglie mortali di Giuseppe e del fratello Bonifazio furono raccolte in due urne monumentali e traslate nella chiesa della Confraternita di San Sebastiano di cui Giuseppe e Bonifazio furono sodali in vita.

## Opere
Per un elenco completo delle opere di Giuseppe Asioli si veda in Quirino Bigi, Notizie di Antonio Allegri, di Antonio Bartolotti suo maestro, e di altri pittori ed artisti correggiesi, Modena, 1873. pp. 196-198, opera riportata in bibliografia.